# دیلن و کول اسپراوس
دیلن توماس اسپراوس (به انگلیسی: Dylan Thomas Sprouse) و کول میچل اسپراوس (به انگلیسی: Cole Mitchell Sprouse) (زادهٔ ۴ اوت ۱۹۹۲) بازیگران آمریکایی هستند. آن‌ها دوقلو همسان هستند و معمولاً با نام برادران اسپراوس نیز شناخته می‌شوند. آن‌ها اولین نقش سینماییشان را در فیلم کمدی پدر بزرگ (۱۹۹۹) همراه با آدام سندلر اجرا کردند. آن‌ها بعداً در چندین مجموعه تلویزیونی ظاهر شدند و در فیلم‌های ویدئویی من دیدم مامان بابا نوئل را بوسید و فقط برای بچه‌ها درخشیدند.
از سال ۲۰۰۵ تا ۲۰۰۸، آن‌ها در کمدی موقعیت زندگی سوئیت زاک و کودی از شبکه دیزنی نقش‌آفرینی کردند. در سال بعد، برادران نشان تجاریشان را با عنوان اسپراوس برادرز برند راه‌اندازی کردند که شامل خط تولید لباس، کتاب و مجله بود. در سال ۲۰۰۸، زندگی سوئیت زاک و کودی مجدداً با عنوان زندگی سوئیت روی عرشه پخش شد؛ آن‌ها نقش‌هایشان را به عنوان زاک و کودی تکرار کردند. زندگی سوئیت روی عرشه تبدیل به برنامه تلویزیونی پربازدید نوجوان و کودکان در سال‌های ۲۰۰۸ و ۲۰۰۹ شد. این برنامه در سال ۲۰۱۱ تمام شد. آن‌ها همچنین در فیلم زندگی سوئیت نقش‌آفرینی کردند که در مارس همان سال اکران شد. در سال ۲۰۰۹، آن‌ها با نقش‌آفرینی در فیلم مستقل پادشاهان اپلتاون نقش بالغ‌تری را به تصویر کشیدند.
کول و دیلن اسپراوس جزو ثروتمندترین کودکان در سال‌های ۲۰۰۷ و ۲۰۱۰ بودند. برادران اسپراوس از بزرگترین بازیگران نوجوان دیزنی بودند که برای هر قسمت ۴۰٬۰۰۰ دلار دستمزد دریافت می‌کردند. ام‌اس‌ان در پایان دهه ۲۰۰۰ اعلام کرد که برادران اسپراوس به ثروتمندترین دوقلوهای نوجوان در جهان تبدیل شده‌اند. در سال ۲۰۱۰، برادران در دانشگاه نیویورک پذیرفته شدند. آن‌ها برای یک سال در دانشگاه شرکت نکردند اما از سال ۲۰۱۱ تا ۲۰۱۵ به تحصیل پرداختند. هردوی آن‌ها اعلام کردند که قصد دارند پس از اتمام تحصیلاتشان بازیگری را مجدداً آغاز کنند.
از سال ۲۰۱۷، کول به عنوان جاگهد جونز در مجموعه تلویزیونی ریوردیل ظاهر شد.

## اوایل زندگی
برادران اسپراوس در ۴ اوت ۱۹۹۲ در آرتزو، توسکانی از پدر و مادری آمریکایی، متیو اسپراوس و ملانی رایت زاده شد؛ آنها در یک مدرسه انگلیسی زبان در توسکانی معلم بودند. نام کول از خواننده جاز و پیانیست نت کینگ کول و نام دیلن از شاعر ولزی دیلن تامس گرفته شده‌است. دیلن ۱۵ دقیقه از کول بزرگتر است. آن‌ها آلمانی‌تبار هستند. چهار ماه پس از تولد آن‌ها، خانوادیشان به شهر بومیشان لانگ بیچ، کالیفرنیا نقل مکان کردند. مقداری از پول آن‌ها که از بازیگری به‌دست آمده بود، صرف خرید خانه‌ای در کالاباساس، کالیفرنیا شد؛ جایی که خانوادیشان تا تابستان سال ۲۰۱۲ در آن سکونت داشتند.

## بازیگری

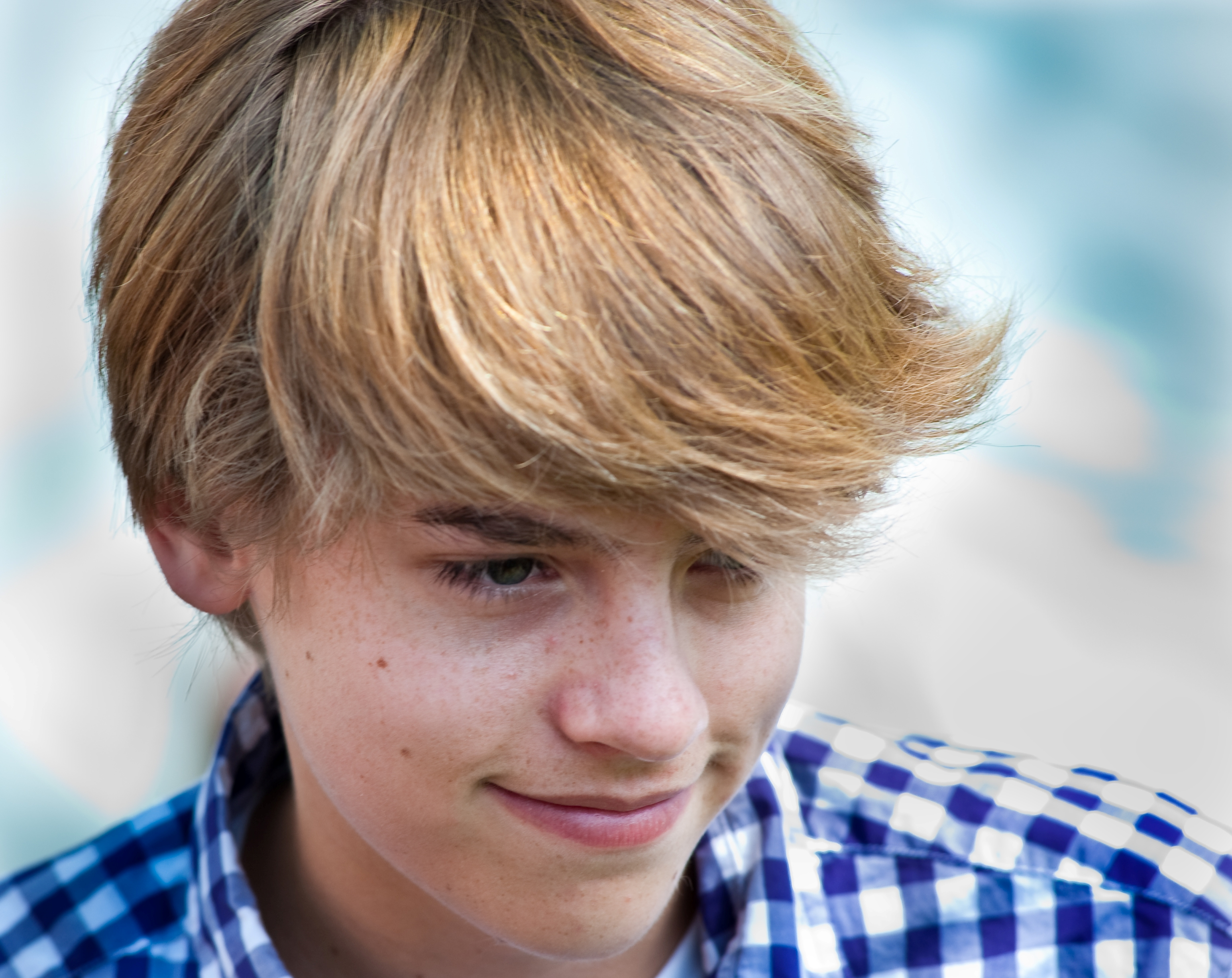
کول اسپراوس در ۲۰۱۰

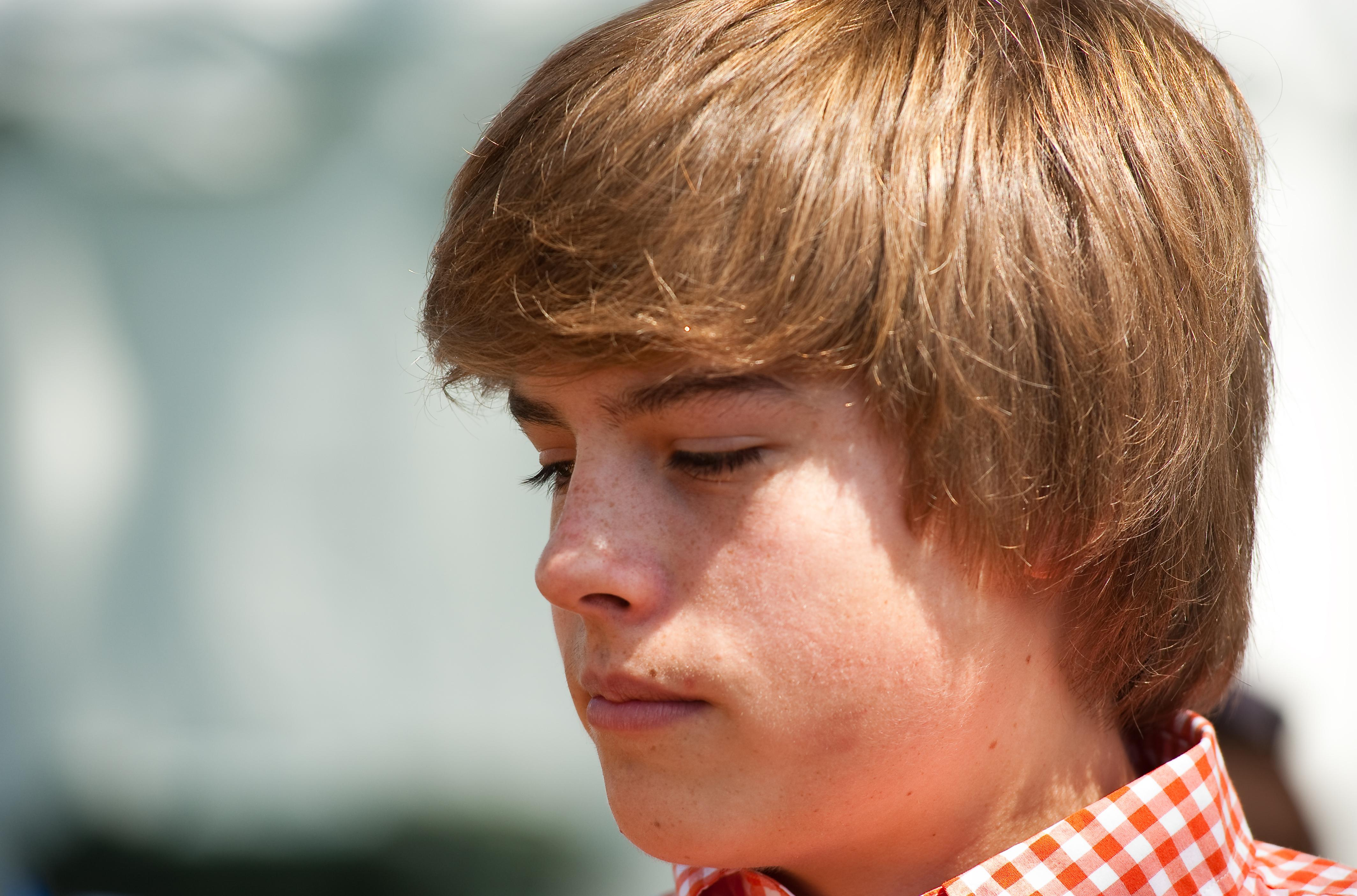
دیلان اسپراوس در ۲۰۱۰

پس از پیشنهاد مادربزرگشان که یک آموزگار تئاتر بود، در شش ماهگی در یک آگهی بازرگانی برای چند ثانیه ظاهر شدند. پس از آن در همان شش ماهگی در یک سریال تلویزیون ای‌بی‌سی به نام (از ۱۹۹۳ تا ۱۹۹۸) به علت شباهت بسیارشان به هم در نقش یک شخصیت بازی کردند.
دوقلوها در سال ۱۹۹۹ در نخستین فیلم مهمشان به نام پدرِ بزرگ (Big Daddy) و پس از آن در قسمتهایی از سرود هانوکا و نقشی کوچک در فیلم مهیج همسر فضانورد به بازی پرداختند.
نقش بن پسر راس گلر در سریال دوستان نیز از جمله کارهای آنان می باشد.
آنها در سال ۲۰۰۸ در سریال «زندگی هتلی بر عرشه»، فیلم «رفقای برفی» (دیلن به‌عنوان صداپیشه) و فیلم در حال ساخت «پادشاهان اپل‌تون» حضور داشته و در حال نقش‌آفرینی هستند.
آنها تاکنون در فیلم‌ها، سریال‌ها و برنامه‌های تلویزیونی زیادی حضور داشته‌اند و به‌عنوان مشهورترین نوجوانان هنرمند در دنیا از آنان نام می‌برند.

## برند برادران اسپراوس
در سال ۲۰۰۵، برادران اسپراوس موافقت نامه‌ای را با دوالستار انترتینمنت برای تولید کالاهای برند برادران اسپراوس امضا کردند؛ برند برادران اسپراوس شامل خط تولید لباس، مجموعه کمیک و مجله، محصولات بهداشت شخصی و لباس ورزشی است. دیلن درباره نشان تجاریشان گفت «ایجاد ارتباط با بچه‌‌های معرکه و طرفدارها» و «برطرف کردن درخواست هرکس».